# Notter (Unstrut)
Die Notter ist ein etwa 20 km langer, linksseitiger Nebenbach der Unstrut. Sie entspringt in etwa 380 m ü. NN auf dem Muschelkalk-Plateau im Herzwinkel bei Pöthen sowie an periodisch auftretenden Quellen in Niederungen im Südosten der Mühlhäuser Hardt.

## Name
Der Flussname erscheint erstmals im Jahr 997 als Gauname Natergowe. Bei dem Namen handelt es sich wahrscheinlich um eine r-Ableitung vom germanischen Adjektiv *nata- für 'nass, wasserreich'.

## Verlauf
Sie verläuft zunächst als Graben in herzynischer Richtung von Nordnordwest nach Südsüdost und führt erst ab etwa Obermehler ständig Wasser. In Schlotheim wechselt sie nach Südsüdwesten und fließt im Nottertal durch die mit Löß bedeckten Keupergesteine am Nordwestrand des Thüringer Beckens. Westlich von Bollstedt mündet sie schließlich bei 190 m ü. NN als begradigter Bach linksseitig in die Unstrut.

## Wirtschaftshistorie
Zwischen Quellgebiet und Mündung durchläuft oder tangiert sie die Ortschaften Pöthen, Obermehler, Großmehlra, Schlotheim, Österkörner, Körner, Grabe und Bollstedt. Sie trieb auf diesem Weg früher die Nottermühle bei Großmehlra, die Loch- und Bergmühle östlich von Körner, die Ölmühle westlich von Körner und die Furthmühle am Ostrand von Grabe an. Die Mühlenanlagen haben sich bis heute erhalten, werden jedoch inzwischen anders genutzt, zum Beispiel die Furthmühle als Hotel-Restaurant.

## Landschaft
Das Tal der Notter gehört zu den seit langem besiedelten fruchtbaren Agrarlandschaften des innerthüringischen Ackerhügellandes. Mit Ausnahme kleiner Auwaldgalerien entlang des Baches, die von der nicht einheimischen Pappel dominiert werden, gibt es im Nottertal keinen Wald. Erst die umgebenden Muschelkalk-Plateaus, in die die Notter sanft eingebettet ist, sind bewaldet. So liegen die großen Waldgebiete Mühlhäuser Forst, Mühlhäuser Hardt, Volkenroder Wald sowie Kleine und Große Sonder im Einzugsgebiet der Notter. Das Einzugsgebiet selbst umfasst insgesamt eine Fläche von etwa 120 km². Das Nottertal hat rund 8000 Einwohner.

## Bildergalerie

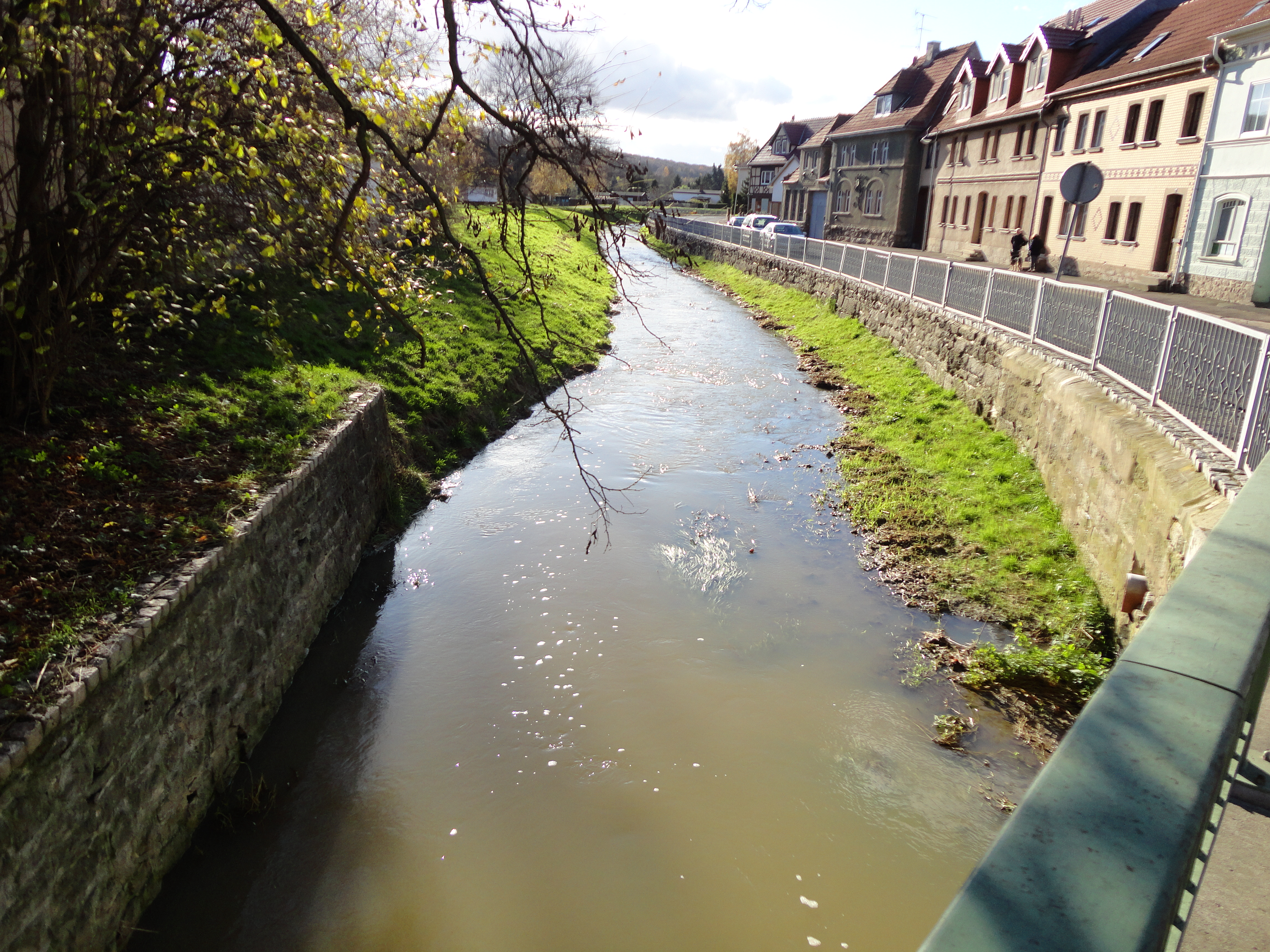
Die Notter in Schlotheim
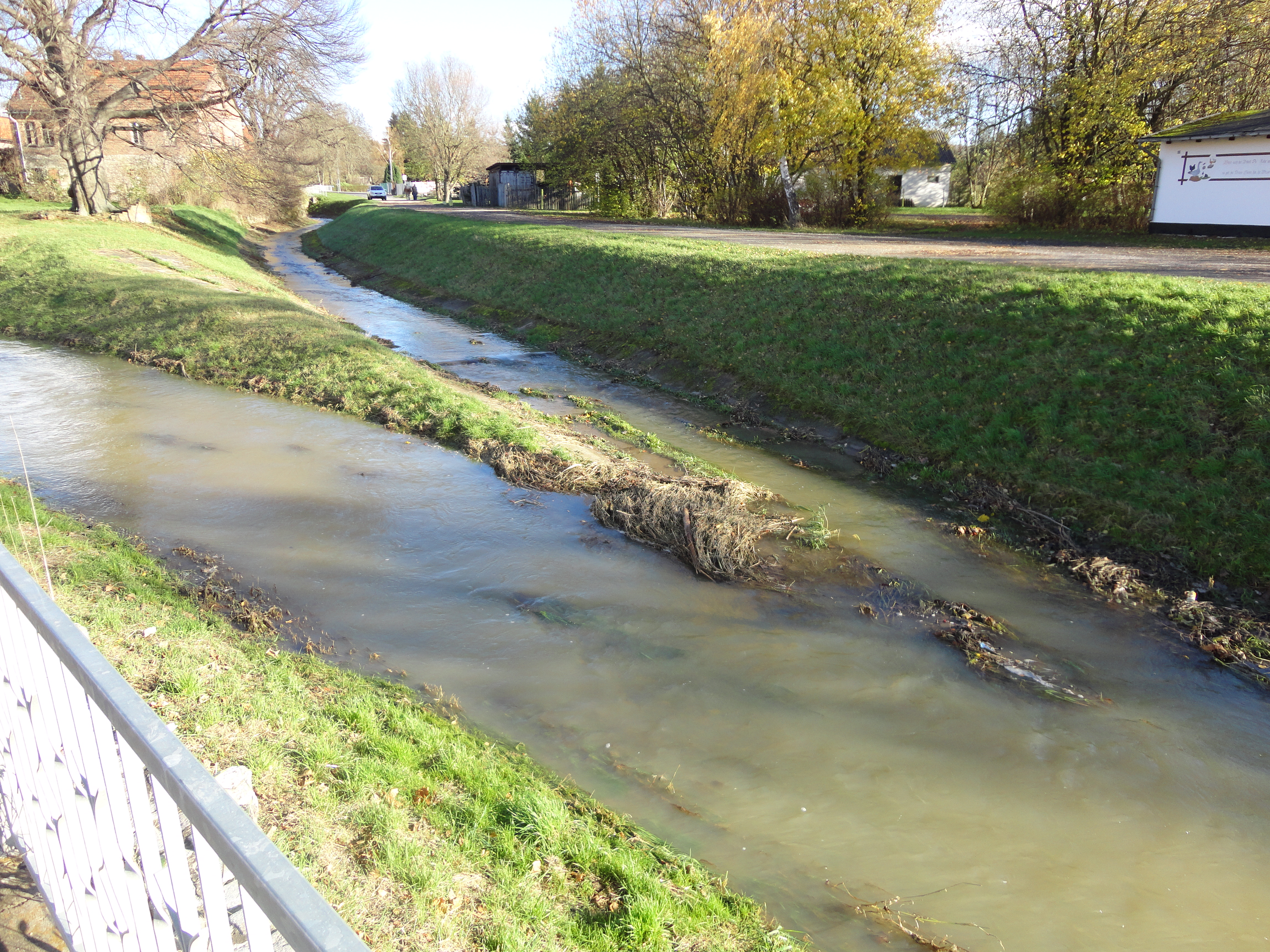
Das Mehrstedter Wasser (von oben rechts kommend) mündet in die Notter
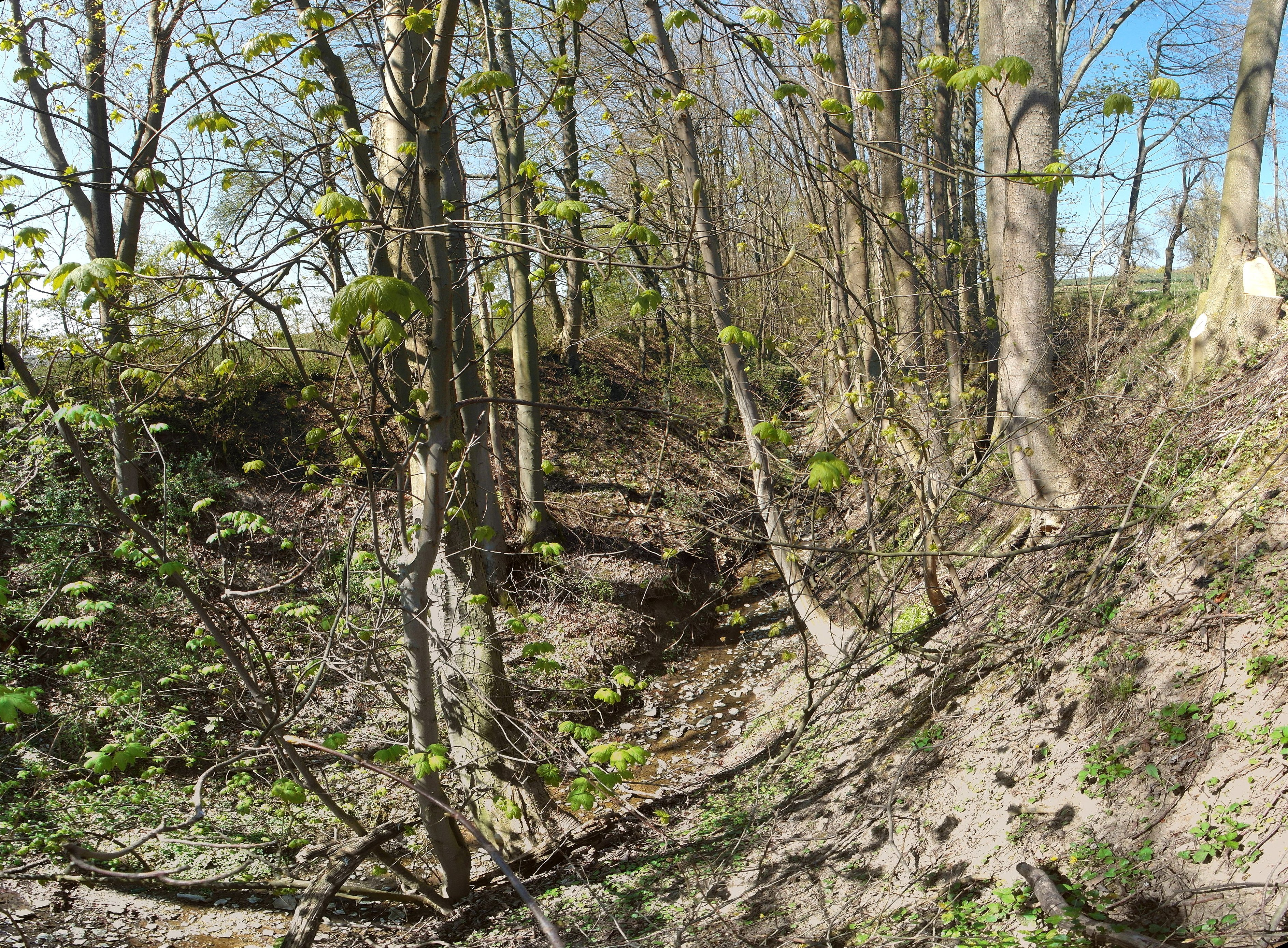
Der Semmengraben nördlich von Obermehler

## Zuflüsse
Zwischen Quelle und Mündung nimmt die Notter folgende Bäche auf:
- Schmalbach zwischen Siedlung Pöthen und Obermehler (rechtsseitig)
- Semmengraben nördlich von Obermehler (linksseitig)
- Schmirl zwischen Großmehlra und Schlotheim (rechtsseitig)
- Marolteröder Bach – vereinigt mit dem Mehrstedter Wasser (aus dem Speicher Schlotheim kommend) in Schlotheim (linksseitig)
- Steinbruchsgraben am Ostrand von Körner (linksseitig)
- Holzgraben in Körner (rechtsseitig)
- Bachgraben zwischen Körner und Grabe (linksseitig)
- Mäusebach westlich von Grabe (rechtsseitig)

Auch aus dem Schaftal, einem langgezogenen Trockentalzug am Südrand des Volkenrodaer Waldes, wird der Notter an manchen Tagen Wasser zugeführt. Es mündet am Westrand von Schlotheim durch einen Graben rechtsseitig in die Notter.